# Heinrich Hartmann (Politiker, 1886)
Heinrich Wilhelm Hermann Hartmann (* 10. Dezember 1886 in Hohenstedt; † 15. November 1959 in Bremen) war ein deutscher Krankenpfleger und Politiker (SPD).

## Biografie
Hartmann war der Sohn eines Arbeiters. Er besuchte die Volksschule. Er lernte den Beruf eines Masseurs und er war ab 1908 als Krankenpfleger und später als  Stationspfleger im St. Jürgen Asyl in Bremen-Ellen tätig. Nach dem Zweiten Weltkrieg war er von 1945 bis 1951 erneut als Pfleger beruflich aktiv
Politik
Er war seit 1918 Mitglied der SPD und seiner Gewerkschaft. Von 1923 bis 1933 war er Abgeordneter der Bremischen Bürgerschaft. Er war in verschiedenen Deputationen tätig. Hartmann war im August/September 1944 im Gestapo-Arbeitserziehungslager Farge inhaftiert.